# Запорізька Січ (станція)
Запорíзька Січ — проміжна залізнична станція 4-го класу Запорізької дирекції Придніпровської залізниці на електрифікованій лінії Апостолове — Запоріжжя між станціями Дніпробуд II (6 км) та імені Анатолія Алімова (5 км). Розташована в центрі найбільшого острова Хортиця на Дніпрі та лівому березі річки Старий Дніпро у Вознесенівському районі міста Запоріжжя. До складу станції, у парній горловині, входить пасажирський зупинний пункт Платформа 168 км.

## Історія
Станція відкрита 1932 року, під час будівництва Дніпровської ГЕС. Таку назву станція отримала на честь старовинного найвідомішого козацького поселення, що розташовувалася саме на острові Хортиця. 
У 1935 році станція електрифікована постійним струмом (=3 кВ) в складі однієї з найперших в Україні залізничних ліній на ділянці Довгинцеве — Запоріжжя.
У 1932 році побудований невеликий вокзал — прямокутна будівля з різнорівневими обсягами: одноповерховий зал чекання з квитковою касою, а також двоповерхова — зі службовими приміщеннями та кабінетом начальника станції. Унікальність будівлі в тому, що фасад її облицьований рожевим вулканічним туфом, який був придбаний з Вірменії. Таким же каменем облицьована адміністративна будівля Дніпровської ГЕС. Розкішне оформлення вокзалу можна пояснити Генеральним планом Запоріжжя 1949 року: на острові Хортиця планувалося велике селище з безліччю автошляхів і садами, а вокзал зі станцією завершували цю композицію. Під час Другої світової війни вокзал зазнав деякі руйнування, але вже до 1953 року був відновлений у первинному вигляді.

## Пасажирське сполучення
На станції Запорізька Січ зупиняються приміські електропоїзди сполученням Марганець — Запоріжжя II / Запоріжжя I.
Біля станції розташована зупинка «Запорозька Січ» міських автобусних маршрутів № 10, 30, 36, 38, 39, 58, 87, 91, 92, 96.